# بنی عتبه
بنی عتبه (عربی: بني عتبة‎‎) فدراسیون قبایل عرب است که در نجد وجود آمد. تصور می شود فدراسیون زمانی شکل گرفت که گروهی از قبیله‌ها در قرن شانزدهم به سواحل خلیج فارس مهاجرت کردند. عتوب (عربی: العتوب) شکل جمع است، در حالی که عتبی (عربی: العتبی) شکل مفرد است. خانواده های حاکم فعلی بحرین و کویت حاکمان این فدراسیون بودند.